# Qatar Telecom German Open 2007
Qatar Telecom German Open 2007 - жіночий тенісний турнірі, що проходив на відкритих кортах з ґрунтовим покриттям Rot-Weiss Tennis Club у Берліні (Німеччина). Належав до турнірів 1-ї категорії в рамках Туру WTA 2007. Тривав з 5 до 13 травня 2007 року. Загальний призовий фонд турніру становив 1,3 млн. доларів США.
Сербка Ана Іванович здобула титул, у фіналі перемігши Світлану Кузнецову. Це був її другий титул 1-ї категорії й третій загалом. Завдяки цьому вона вперше увійшла в чільну десятку світового рейтингу, де залишатиметься найближчі два роки. На шляху до титулу двоє її опоненток знялись через травми: Альона Бондаренко в третьому колі, яка поступалась; і Юлія Вакуленко, яка поступалась 3–4 у першому сеті у півфіналі.

## Фінальна частина

### Одиночний розряд
Ана Іванович —  Світлана Кузнецова, 3–6, 6–4, 7–6(7–4)

### Парний розряд
Ліза Реймонд /  Саманта Стосур —  Татьяна Гарбін /  Роберта Вінчі, 6–3, 6–4

## Призові гроші й очки
Загальний призовий фонд: 1,3 млн. доларів США
| Раунд            | Одиночний розряд    | Одиночний розряд    | Парний розряд       | Парний розряд       |
| Раунд            | Призові гроші (US$) | Рейтингові очки WTA | Призові гроші (US$) | Рейтингові очки WTA |
| ---------------- | ------------------- | ------------------- | ------------------- | ------------------- |
| Переможниця      | 196,900             | 430                 | 59,000              | 430                 |
| фіналістка       | 100,000             | 300                 | 30,000              | 300                 |
| півфіналістка    | 51,000              | 195                 | 15,351              | 195                 |
| чвертьфіналістка | 26,050              | 110                 | 7,800               | 110                 |
| 1/8              | 13,285              | 60                  | 3,980               | 60                  |
| 1/16             | 6,775               | 35                  | 2,030               | 1                   |
| 1/32             | 3,455               | 1                   | -                   | -                   |